# Trisuloides catocalina
Trisuloides catocalina är en fjärilsart som beskrevs av Moore 1883. Trisuloides catocalina ingår i släktet Trisuloides och familjen Pantheidae. Inga underarter finns listade i Catalogue of Life.